# Cop d'estat del 18 de brumari

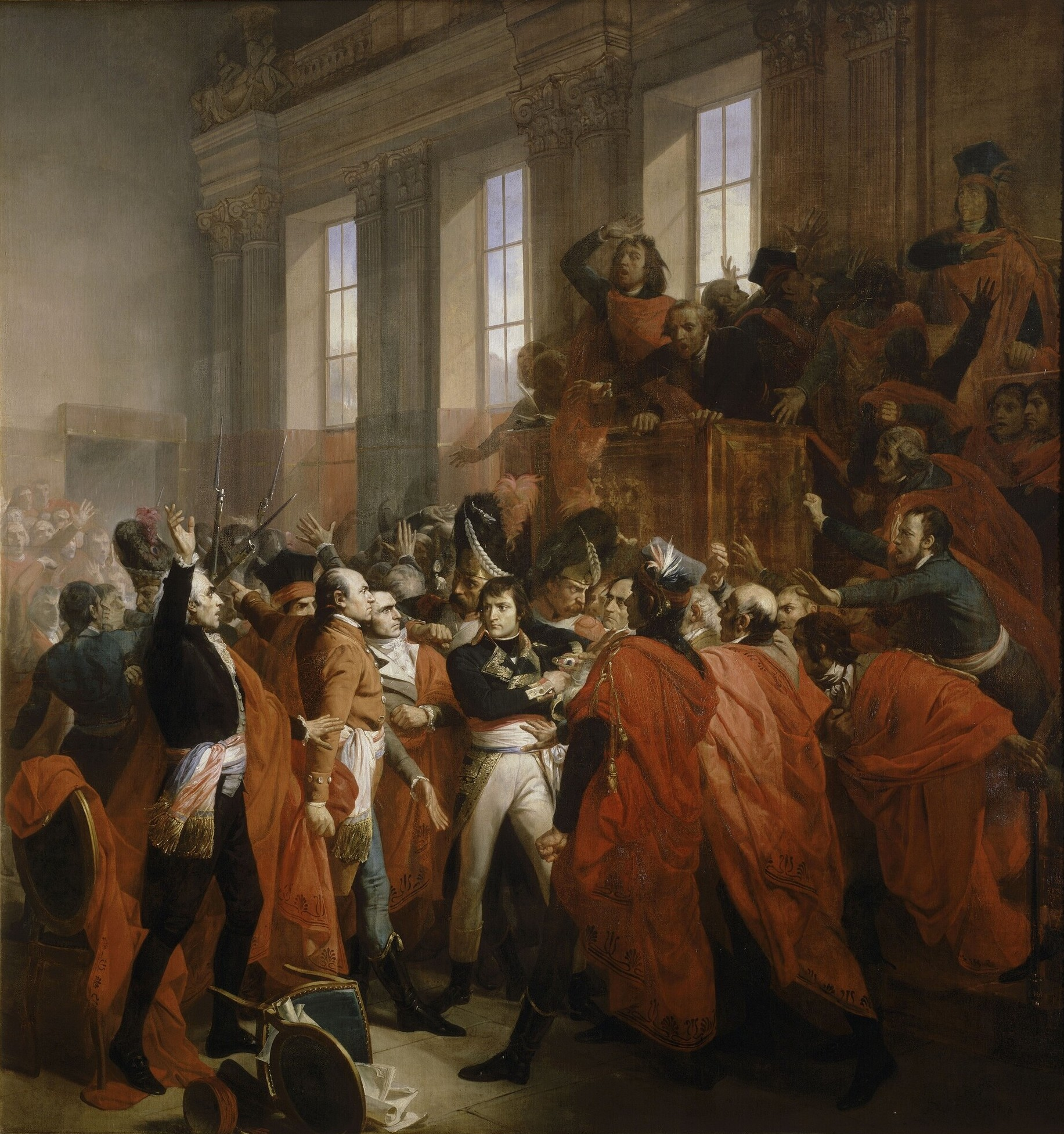
Cop d'estat del 18 de brumari, Orangerie del parc de Saint-Cloud, per François Bouchot, 1840

El cop d'estat del 18 de brumari, en francès: coup d'État du 18 brumaire (de l'any VIII) del calendari revolucionari o 9 de novembre de 1799, de Napoleó Bonaparte marca la fi del Directori (Directoire) i de la Revolució Francesa, i el principi del Consolat francès.
El cop d'estat va ser fomentat a la casa de Joséphine de Beauharnais del carrer Chantereine de París, al voltant de la zona compresa entre l'actual Rue de la Victoire i la rue de Châteaudun.

## Context històric
El cop d'estat del 18 de Brumari va succeir durant (o més ben dit, al final) la Revolució Francesa. Durant aquesta, el poble de França (sobretot el de París), va iniciar una revolta històrica que posaria punt final a la monarquia borbònica que governava en aquell moment. Inicialment, la revolució únicament contemplava la reducció dels poders del rei en favor d'una Assemblea Nacional, però després d'un intent de fuga fallit del rei Lluís XVI, la facció més radical (els Jacobins) van aconseguir que la monarquia fos completament revocada i es proclamés la Primera República Francesa.
Els Jacobins llavors veurien augmentada la seva influència, i es convertirien en la facció governant, liderada per Robespierre. Aquest lideratge va desencadenar una època de terror i matances, on la gent es podia acusar mútuament de treballar "en contra de la revolució" i al voltant de 40.000 persones van ser enviades a morir a la guillotina. Amb el temps, aquestes execucions van anar afectant cada cop més gent, i qualsevol crítica (o ser acusat de criticar) al govern o a les idees revolucionàries podia implicar una condemna a mort, arribant a un punt en què ni els aliats més propers a Robespierre estaven segurs. Irònicament, el mateix terror que Robespierre va usar per governar seria la causa última de la seva caiguda, quan va cometre l'error de dir públicament que tenia una llista d'enemics de la revolució que incloïa a alguns membres de l'assemblea, i aquesta va decidir enviar-lo a ell a la guillotina, posant punt final al règim del terror.
Després de la mort de Robespierre, una altra facció, els Termidors, varen arribar al poder, amb l'objectiu d'estabilitzar la ja excessivament caòtica França, que a part havia entrat en guerra amb la resta d'Europa, que temia que les idees revolucionàries s'escampessin a altres països, i a la vegada impedir que el poder caigués en mans d'un únic individu. Per a aconseguir-ho, es va redactar una nova constitució (la tercera), que crearia una nova forma de govern: el Directori.

## Auge de Napoleó Bonaparte
Per desgràcia, el Directori va fracassar a la hora de resoldre els enormes problemes econòmics de França, i aviat la corrupció es va estendre pels seus membres. Aprofitant la inestabilitat del canvi de règim, el 5 d'octubre de 1795, un grup de monàrquics va intentar montar una altra revolució per a recuperar la monarquía, revolució que sería esclafada per Napoleó Bonaparte, un segon brigadier general, que seria ascendit a general per la seva gesta. Acabada la revolta, Napoleó va ser enviat a Itàlia, per a participar en la guerra contra les potències europees. En principi, la estratègia francesa consistia en atacar pel nord amb dos exèrcits i deixar el tercer exèrcit (el dirigit per Napoleó), més al sud, com a esquer. La realitat, però, va ser més aviat la contrària: mentre que els exèrcits del nord van ser aturats, Napoleó, amb un exèrcit mal equipat, mal pagat i amb escasses provisions, va aconseguir vistòria rere victòria, arribant a amenaçar la pròpia Àustria i forçant la seva rendició. Aquest fet el va tornar extremadament popular entre el poble de França. Més tard, Napoleó va viatjar a Egipte, i tot i que l'expedició no va anar tal com s'esperava, ell va poder vendre-ho com una victòria, i la seva popularitat va créixer encara més entre la població.

## Objectius del cop d'Estat
Els motius del General Bonaparte estaven més en les seves derrotes militars que en les seves victòries.
L'esquema del cop d'Estat preveia el següent: Napoleó Bonaparte tindria el comandant en cap de l'exèrcit pel manteniment de l'ordre a París i en les assemblees. Hi havia plans per traslladar les assemblees a Saint Cloud amb el pretext del perill jacobí. En efecte, des de 1789, les assemblees es troben sempre sota l'amenaça de la població parisenca. Desplaçant les assemblees, s'assegura que el poble de París no pot intervenir. La ciutat de París està tancada sota el control de la policia, l'entrada o sortida estarà prohibida.
Els esdeveniments essencials tingueren lloc el 19 de brumari de l'any VIII (10 de novembre de 1799), a Saint-Cloud. Els revisionistes havien previst una dimissió col·lectiva dels membres de la Consell dels Cinc-cents, (Conseil des Cinq-Cents) però les reunions es van retardar perquè la idea no era unànime; especialment entre dos jacobins que es neguen a dimitir. Bonaparte s'impacienta i decideix intervenir.

## Els preparatius del cop d'estat per Emmanuel-Joseph Sieyès
Sieyès volia revertir la Constitució de l'any III, que no es podia revisar fins passats 9 anys, i va imaginar un cop d'estat. Per això, utilitzà la complicitat del Consell d'Ancians, i donant com a pretext un aixecament que amenaçava la vida dels diputats, els van obligar a traslladar-se a Saint Cloud. Necessitat de suport militar, el trobà en Napoleó Bonaparte, que estava embarcat en la Campanya napoleònica d'Egipte i Síria però el 24 d'agost de 1799, va aprofitar la sortida temporal de vaixells britànics dels ports costaners francesos i va salpar cap a França, malgrat que no havia rebut ordres explícites de París. L'exèrcit va quedar a càrrec de Jean-Baptiste Kléber.
Napoleó asseguraria el comandament de les tropes de París i la custòdia del cos legislatiu. Llavors calia que el Directori s'enfonsés per permetre la redacció d'una nova Constitució. Sieyès, Roger Ducos i Barras dimitiren i els altres dos del Directori, Moulin i Gohier, foren posats sota vigilància.

## Decisions de Napoleó
Sieyès, Roger Ducos i Napoleó Bonaparte foren nomenats cònsols, i Napoleó com a primer cònsol. La primera decisió important de Napoleó va ser nomenar Martin Michel Charles Gaudin com a Ministre d'Economia i de Finances. Ell serà un dels seus principals col·laboradors durant tot el Consulat i el primer Imperi a més durant els Cent dies de 20 de març a 22 de juny de 1815.
El Consulat va ser un règim autoritari dirigit per tres cònsols, però només el primer cònsol ostenta realment el poder.